# Hrkovce
Hrkovce (Hongaars: Gyerk) is een Slowaakse gemeente in de regio Nitra, en maakt deel uit van het district Levice.
Hrkovce telt 305 inwoners.